# ليمون فلم
ليمون فيلم (بالتركية: Limon Film) هي شركة سينمائيّة أسسها خيري أصلان عام 1993، بعد أن بدأ مشواره في عالم السينما عام 1989. حققت الشركة مكانة ملحوظة في صناعة الأفلام والتلفزيون، سواء من خلال استيراد الأفلام والبرامج المتنوعة، أو من خلال إنتاج أعمال سينمائية وتلفزيونية تتضمن مسلسلات وبرامج مختلفة الأنواع.

## النشاط والأعمال
المشروع الأول للشركة هو مسلسل سيديكا الذي تم إنتاجه بالتعاون مع المخرج عاطف يلماز والذي كتب سيناريوهه عطيلة أتالاي. من بين المسلسلات الرئيسية الأخرى التي ترجمتها أو عملت عليها شركة ليمون نجد لؤلؤة القرية، مشي الليل، موجان بي، أيلول، قوقعة محروقة، تنورة ناقصة، جميلة، قلب جريح، هل لديك شجاعة للحب، إن شاء الله خير، الصراط، التوبات، ،كل شيء على ما يرام، الأحلام والآمال وغيرها من الأعمال.
المسلسل التلفزيوني كارا إكميك الذي بثَّ على قناة إيه تي في ومسلسل بويراز كاراييل بالإضافة لمسلسل قلبي بقي في بحر إيجة واللذان عُرضا على كانال دي بين عامي 2015 و2017 هي كلّها إنتاجاتٌ أخرى لشركة ليمون فيلم. قدّمت الشركة عديد المسلسلات التلفزيونية بما في ذلك مسلسل «زمن الهجرة» من إخراج ولي جيليك وتأليف أويا يوجه، ومن بطولة طلعت بولوت ووحيدة جوردوم وتلبة ساران وغيرهم من الممثلين. عُرض المسلسل على قناة ستار تي في، في عام 2016، بعد أن بدأ التصوير في شباط/فبراير من نفس العام. فيلم العودة إلى الوطن الذي أخرجه عمر أوغور، والذي حاز على جوائز من مهرجان البرتقالة الذهبية في أنطاليا هو كذلك من بين المشاريع التي قدمتها شركة ليمون فبلم للجمهور، فضلًا عن فيلم «نهاية العالم الصغيرة» الذي كتبه مراد أوزسوي وأخرجه أخوة تايلان، وفيلم «من بين» الذي كتبه وأخرجه مراد شينوي.
دخلت شركة ليمون عالَم إنتاج برامج المسابقات مثل برنامج «الميراث» وبرنامج «ألعاب العقل». تحوز شركة ليمون في المُجمَل على محفظة متنوعة من حقوق الملكية الفكرية للعديد من الأعمال التي تحرصُ على حمايتها سواء كانت سابقة أو مستقبلية. من بين الأعمال التي تملكُ ليمون حقوق بثها على التلفزيون هناك «كوفاي ملية» لنازم هيكمت، و«عروس الزفاف الحمية» و«ثلاثية» للطفي أكاد، و«نصف وثائقي» التي أخرجها أيضًا لطفي أكاد وكتب سيناريوهاته سافا أونال، و«قصة عائلة تركية» لإرفان أورغا. بالإضافة إلى ذلك، تضمُّ محفظة ليمون فيلم حقوق إعادة إنتاج بعض الأفلام السينمائية الشهيرة مثل 3 بلهاء.